# サッカーワロニア代表
サッカーワロニア代表（サッカーワロニアだいひょう）は、ワロニアサッカー連盟により編成されるベルギー・ワロン地域のサッカーのナショナルチームである。ワロニア代表は、FIFA及び、UEFAに加盟していないため、ワールドカップ、EUROに参加できず、他のチームとの対戦も、国際Aマッチとは認められない。
2007年7月31日にNF-Boardの正会員に加盟したが、2014年1月現在、ナショナルチームとの対外試合を1戦も行っていない。